# 金德水
金德水（1951年5月—），男，浙江绍兴人，中华人民共和国政治人物。曾任浙江大学党委书记。

## 生平
1970年9月開始参加工作。於1982年8月加入中国共产党。历任浙江省中共兰溪市委常委、副市长、兰溪市人民政府市长、浙江省计划经济委员会副主任、浙江省工商行政管理局局长及浙江省经济贸易委员会主任。2002年1月始任宁波市人民政府代市长，不久成为宁波市市长。
2004年4月成为浙江省人民政府副省长并任职至2011年3月。此后担任浙江省人大常委会副主任及浙江大学党委书记。